# Nederland en Oranje
Nederland en Oranje (mogelijk is de titel andersom: Oranje en Nederland) is een Nederlandse stomme film uit 1913 in zwart-wit.
De film bestaat uit 19 korte filmische beelden van Nederlandse historische momenten, onder andere fragmenten van:
- Het Turfschip van Breda, waarin soldaten van Prins Maurits verborgen zaten om Breda van de Spanjaarden te bevrijden,
- De Bestorming van Den Briel door de Geuzen, die eveneens de Spanjaarden verdreven,
- De vlucht van Hugo de Grote in zijn boekenkist vanuit Slot Loevestein,
- hoe Willem de 3e, De Ruyter met Tromp verzoent, en
- Een Avond bij P.C. Hooft.

Bij de première op 11 september 1913 werd de film begeleid door het Haarlems Muziekkorps onder leiding van de componist van de muziek Maurits Samehtini. Ze werd gehouden bij de Amsterdamse IJsclub op het Museumplein.

## Cast
| Acteur                 | Personage |
| ---------------------- | --------- |
| Annie Bos              |           |
| Jan Buderman           |           |
| Louis Chrispijn sr     |           |
| Lau Ezerman            |           |
| Theo Frenkel jr        |           |
| Jan Holtrop            |           |
| Coba Kinsbergen        |           |
| Jan van Dommelen       |           |
| Christine van Meeteren |           |